# She Wants to Move
She Wants to Move è una canzone dei N.E.R.D, primo singolo tratto dal loro secondo album in studio Fly or Die. È un singolo che richiama alla perfezione più lo stile rock/soul del gruppo che quello pop. Ad oggi viene considerata la canzone di maggior successo dei N*E*R*D.
Ha raggiunto il quinto posto nel Regno Unito e si è classificata tra le prime 20 in Norvegia, Irlanda, Italia e Danimarca, mentre ha raggiunto la quarantesima posizione in Australia e Olanda.

## Il video
Prodotto da Joseph Philip nel dicembre 2003, è abbastanza inusuale e non trasmette molte sensazioni: soltanto una, particolarmente amorosa, che ritrae il leader Pharrell Williams rincorrere la sua ragazza che fugge dal suo ex e che assumerà poi le sembianze di una volpe, oggetto figurativo del video; alla fine, Williams e la sua ragazza fuggono in moto. In alcuni scorci del video, fa vedere la testa di Williams sospesa in aria assieme a quella di Chad Hugo, altro membro del gruppo, assieme appunto alla volpe.

## Curiosità
- Nel video è presente anche Alesha Dixon, cantante e ballerina che nel videoclip danza accanto al gruppo che suona.
- La canzone è stata scelta come colonna sonora del film Coach Carter.

## Tracce
1. She Wants To Move – 3:38
2. She Wants To Move (DFA Remix) – 7:42
3. Rock Star (Jason Nevins Remix Edit) – 3:51

## Classifiche
| Classifica                           | Posizione più alta |
| ------------------------------------ | ------------------ |
| Danimarca                            | 5                  |
| UK                                   | 5                  |
| Norvegia                             | 7                  |
| Italia                               | 7                  |
| Paesi Bassi                          | 10                 |
| Irlanda                              | 11                 |
| Nuova Zelanda                        | 11                 |
| Belgio                               | 19                 |
| Australia                            | 21                 |
| Svizzera                             | 36                 |
| Germania                             | 51                 |
| Svezia                               | 58                 |
| U.S. Billboard Hot 100               | 43                 |
| U.S. Billboard Hot Dance Club Play   | 6                  |
| U.S. Billboard Hot R&B/Hip-Hop Songs | 69                 |